# Carlos Sánchez García
Carlos Sánchez García (Madrid, 18 gennaio 1978) è un ex calciatore spagnolo, di ruolo portiere.